# Mostarda vicentina

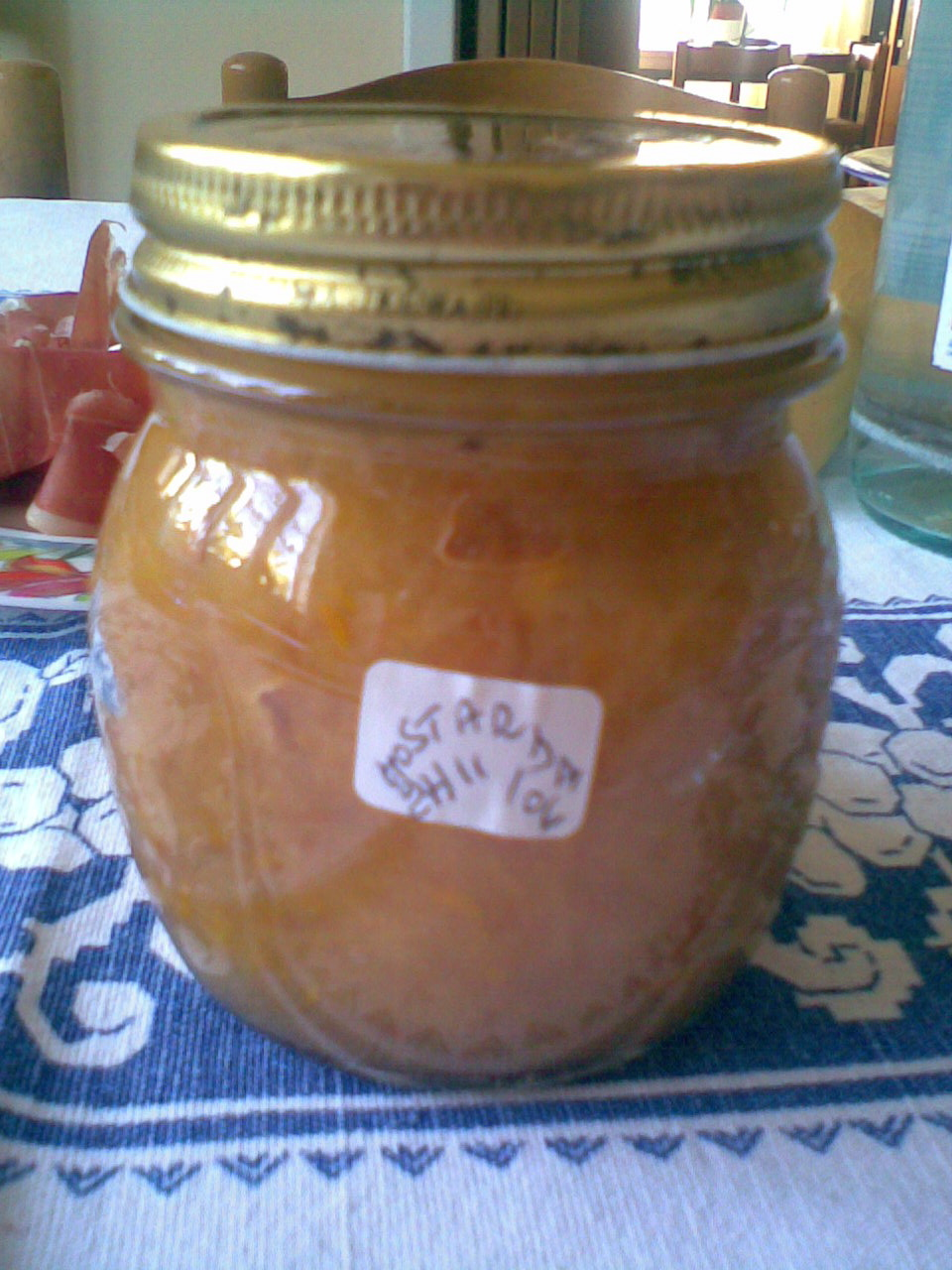
Un tarro de mostarda vicentina casera.

La mostarda vicentina (en italiano ‘mostaza vicentina’) es un producto agroalimentario tradicional italiano de la provincia de Vicenza hecho de fruta (manzana, membrillo, pera, limón y cidra confitada), mostaza blanca y azúcar. Tiene color amarillo y un sabor acre y picante que combina bien con carnes, mascarpone y quesos parecidos.

## Historia
El nombre mostarda procede del latín mustus ardens, ‘mosto ardiente’ porque resulta picante debido a la adición de mostaza fuerte.
Los primeros registros escritos de un producto gastronómico similar a la actual mostarda aparecen en la segunda mitad del siglo XV en el Libro de arte coquinaria de Maestro Martino, antiguo cocinero del patriarca de Aquilea, que recoge la adición de mostaza a la fruta, como por ejemplo uva pasa, canela y clavo de olor. 
Otros rastros del mustus ardens aparecen en una carta de 1397, cuando Gian Galeazzo Visconti ordena un «zebro grande de mostarda de fructa cum la senavra che fa bone le robe de lo disnare et li caponi el la cacciagione et li viteli boliti et allo spiedo». Debe advertirse el hecho de que la mostarda descrita por el Maestro Martino es una mostarda machacada o con la fruta en trocitos pequeños, como la actual mostarda vicentina, mientras la pedida por Visconti presenta piezas enteras, como la mostarda cremonese.
En el siglo XVII era una tradición campesina (no reservada más a las mesas de obispos y nobles) preparar en Navidad una salsa de harina con mostaza, vinagre, membrillo, ajo y mosto de vino.
La receta actualmente más difundida se remonta a 1918 y fue elaborada por industria artesana Boschetti de Montecchio Maggiore.